# Уйтікон
Уйтікон (нім. Uitikon) — громада  в Швейцарії в кантоні Цюрих, округ Дітікон.

## Географія
Громада розташована на відстані близько 90 км на північний схід від Берна, 7 км на захід від Цюриха.
Уйтікон має площу 4,4 км², з яких на 30,5% дозволяється будівництво (житлове та будівництво доріг), 36,7% використовуються в сільськогосподарських цілях, 32,8% зайнято лісами, 0% не є продуктивними (річки, льодовики або гори).

## Демографія
2019 року в громаді мешкало 4668 осіб (+20,1% порівняно з 2010 роком), іноземців було 18,9%. Густота населення становила 1066 осіб/км².
За віковим діапазоном населення розподілялося таким чином: 20,8% — особи молодші 20 років, 58,3% — особи у віці 20—64 років, 21% — особи у віці 65 років та старші. Було 1942 помешкань (у середньому 2,4 особи в помешканні).
Із загальної кількості 1074 працюючих 17 було зайнятих в первинному секторі, 109 — в обробній промисловості, 948 — в галузі послуг.